# Тшепово (Поморське воєводство)
Тшепово (пол. Trzepowo, нім. Strippau) — село в Польщі, у гміні Пшивідз Ґданського повіту Поморського воєводства.
Населення — 287 осіб (2011).

## Демографія
Демографічна структура станом на 31 березня 2011 року:
|          | Загалом | Допрацездатний вік | Працездатний вік | Постпрацездатний вік |
| -------- | ------- | ------------------ | ---------------- | -------------------- |
| Чоловіки | 140     | 25                 | 106              | 9                    |
| Жінки    | 147     | 49                 | 72               | 26                   |
| Разом    | 287     | 74                 | 178              | 35                   |